# Ildikó Mádl
Ildikó Mádl (ur. 5 listopada 1969 w Tapolcy) – węgierska szachistka, arcymistrzyni od 1986, posiadaczka męskiego tytułu mistrza międzynarodowego od 1992 roku.

## Kariera szachowa

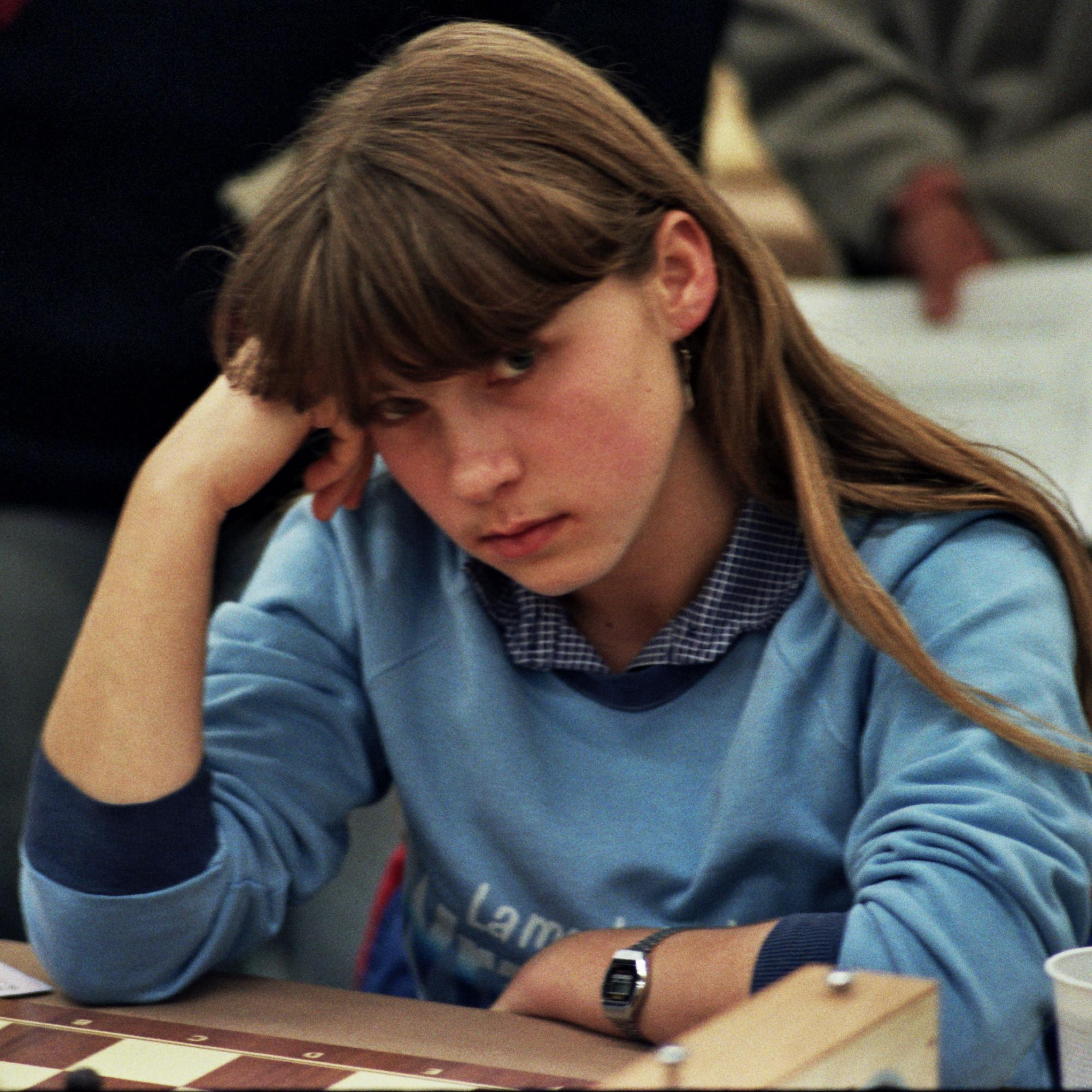
Ildikó Mádl, Saloniki 1984

W połowie lat 80. należała do ścisłej światowej czołówki juniorek. W roku 1985 w Dobrnej zdobyła tytuł wicemistrzyni, a w roku 1986 w Wilnie - tytuł mistrzyni świata juniorek. Oprócz tego, dwukrotnie (w latach 1984 w Katowicach oraz 1986 w Băile Herculane) wywalczyła złote medale na mistrzostwach Europy. W latach 1987–1991 trzykrotnie startowała w turniejach międzystrefowych, najlepsze lokaty zajmując w Smederevskiej Palance (1987, VI) oraz w Azowie (1990, IX). W latach 1990, 1991 i 1993 trzykrotnie zdobyła mistrzostwo Węgier, zaś w roku 1999 - podzieliła I-II miejsce.
Od roku 1984 wielokrotnie reprezentowała Węgry na szachowych olimpiadach (do roku 2008 - dwunastokrotnie). W swoim dorobku posiada cztery medale drużynowe: 2 złote (1988, 1990) i 2 srebrne (1986, 1994) oraz dwa brązowe za wyniki indywidualne (1986, 2008).
Najwyższy ranking w dotychczasowej karierze osiągnęła 1 lipca 1999 r., z wynikiem 2435 punktów zajmowała wówczas 19. miejsce na światowej liście FIDE, jednocześnie zajmując 3. miejsce (za Judit i Zsofią Polgar) wśród węgierskich szachistek.